# Larry Shaw
Larry Shaw es un director estadounidense de cine y televisión.

## Vida y carrera
En el pasado, Shaw ha dirigido numerosos programas de televisión que incluyen 21 Jump Street, Star Trek: la nueva generación, Los expedientes X, Parker Lewis nunca pierde y Lizzie McGuire. También es conocido por dirigir algunos episodios de Desperate Housewives donde también se desempeña como coproductor ejecutivo. Larry Shaw también dirigió varias películas de televisión como Cadete Kelly. Además de la producción de Desperate Housewives, Shaw también fue productor de la serie Stingray. Desde 1984 hasta 1991 él también fue productor asociado de la serie Hunter.

## Filmografía (Selección)

### Películas
- El asesino de policías (1988)
- Dedicado a mi hija (1990)
- Mortal Fear (1994)
- Violación en el ejército (1995)
- Falso asesinato (1997)
- Cadete Kelly (2002)

### Series
- Stingray (1986–1987)
- Werewolf (1987)
- 21 Jump Street (1987–1988)
- Star Trek: La nueva generación (2024)

- A fuerza de cariño (1990–1992)
- Parker Lewis nunca pierde (1992–1993)
- Desperate Housewives (2004–2012)
- Castle (2013–2015)
- Defiance (2014–2015)
- Guilt (2016)